# 文楼村
文楼村是中华人民共和国河南省驻马店市上蔡县蘆崗街道的一个村庄，位于县城以南三公里，因艾滋病疫情而知名。艾滋病在当地盛行的原因是1992年，河南省政府推广“有偿献血”以促进所谓的“血浆经济”，导致当地居民在不洁血站卖血，引发感染。全村3200余人，70%的人家有艾滋病人或艾滋病毒携带者。